# Grete Waitz
Grete Waitz (født 1. oktober 1953, død 19. april 2011) var en norsk langdistanceløber, især kendt som maratonløber, der ni gange vandt New York Marathon i perioden 1978-1988 og dermed har flere sejre end nogen anden løber i dette løb. Hun vandt desuden en sølvmedalje i maratonløb ved OL 1984 og guldmedalje ved VM i atletik 1983.

## Baggrund
Hun blev døbt Grete Andersen i Oslo, og hun var tidligt en talentfuld løber, men havde problemer med at få sine forældre til at tage sin sport alvorligt. På dette tidspunkt blev kvindelige atleter ikke regnet så meget og fik ikke så megen støtte eller økonomiske midler som mændene, når de konkurrerede på topniveau. Alligevel stillede hun op ved sommer-OL 1972 i 1500 meter-løb, mens hun samtidig læste til lærer.

## Karriere
Som teenager vandt Waitz norske juniormesterskaber i 400 meter-løb og 800 meter-løb, og som 17-årig satte hun europæisk rekord på 1500 meter med tiden 4.17 min., og hun vandt bronzemedalje på samme distance ved EM i 1974. I 1975 slog hun verdensrekorden på 3000 meter-løb med tiden 8.46,6 min. sat i Oslo, en rekord hun året efter forbedrede til 8.45,4 min. Ved det første VM i atletik i 1977 i Düsseldorf vandt hun guldmedalje på samme distance på tiden 8.31,75 min., der blev hendes bedste tid nogensinde. Hendes sidste løb på bane fandt sted i juni 1982, hvor hun vandt et 5000 meter-løb i tiden 15.08,80 min., den næstbedste i verden på dette tidspunkt og kun et halvt sekund langsommere end den tid, Mary Slaney havde løbet tre uger forinden.
I 1978 løb Waitz første gang New York Marathon. Hun var inviteret af løbets leder og medskaber Fred Lebow, og i sit første maratonløb nogensinde både vandt hun løbet og kappede to minutter af kvindernes verdensrekord. Hun vandt løbet i alt ni gange og slog verdensrekorden tre år i træk. Samlet set skar hun hele ni minutter af verdensrekorden, idet Christa Vahlensieck før Waitz' første løb havde rekorden med 2.34.47 timer, og Waitz løb på 2.32.30 (1978), 2.27.33 (1979) og 2.25.41 (1980) fulgt af 2.25.29 ved London Marathon i 1983. Ud over sine sejre i New York vandt Waitz også London Marathon i 1983 og 1986, sidste gang med en personlig bedste tid på 2.24.54 timer.
Grete Waitz havde ved siden af maratonløbene også stor succes i landevejsløb på andre distancer. Hun vandt Falmouth Road Race i 1980, Peachtree Road Race fire gange, L'eggs Mini-Marathon i New York fem gange og satte verdensrekorder på landevej på 8 km, to gange på 10 km og på 10 miles. Hun viste stor alsidighed ved også at vinde fem VM-titler i cross country.
Den eneste betydningsfulde titel, hun aldrig vandt, var en OL-guldmedalje. Hun deltog på 1500 m (længste distance for kvinder på den tid) i München 1972 som 19-årig og igen fire år senere i Montreal, men den relativt korte distance var ikke hendes favorit, så hun sluttede uden for medaljepladserne. Norge boykottede legene i 1980 i Moskva, og da hun endelig fik muligheden for at deltage i et OL-maratonløb i 1984 i Los Angeles, måtte hun se sig besejret af amerikaneren Joan Benoit med næsten halvandet minut og fik sølvmedalje. Ved OL i 1988 i Seoul måtte hun udgå af maratonløbet med en knæskade. Det lykkedes til gengæld for hende at vinde en VM-titel ved mesterskaberne i 1983 i Helsingfors.
Waitz' sidste maratonløb blev New York Maraton i 1992, hvor hun løb sammen med sin gode ven Fred Lebow i anledning af hans 60 årsfødselsdag. Lebow var blevet diagnosticeret med kræft i hjernen i kort forinden, og som en gestus over for ham, løb hun sammen med ham. De gennemførte løbet i tiden 5.32.35.

## Bedste resultater
- 1500 meter: 4.00,55 (Prag, 3. september 1978)
- 1 mile: 4.26,90 (Gateshead, 9. juli 1978)
- 3000 meter: 8.31,75 (Oslo, 17. juli 1979)
- 15 km: 47.52 (Tampa, Florida, 11. februar 1984)
- Maraton: 2.24.54 (London Marathon, 20. april 1986)[4]

## Tiden efter karrierens afslutning
Skønt hun stoppede med at løbe på højeste niveau, fortsatte Grete Waitz med løbesporten, og hun deltog ofte i motionsløb, som hun også deltog i organiseringen af. Hun rådgav også om distanceløb og om det gode helbred, ikke mindst for arbejdstagere, og hun var træner for skotske Liz McColgan. Hun var aktiv i velgørenhedsarbejde, i særdeleshed for CARE og for special-OL for mentalt handicappede. 
I 2005 kom det frem, at hun var i behandling for cancer, og hun etablerede i 2007 et fond til støtte til cancerbehandling med titlen "Aktiv mot kreft". I august 2009 gik hun sammen med sin tidligere sponsor Adidas, så "Aktiv mot kreft" fik 5% af indtægterne fra salget af Adidas' Grete Waitz- og Modern Classics-kollektioner. Samarbejdet kunne give op imod 500 millioner norske kr. om året, som skulle gå til etableringen af centre til fysisk træning på hospitaler samt investering i PET-skannere.
Canceren var skyld i Waitz' død 19. april 2011.

## Eftermæle
Grete Waitz er i brede kredse kendt for at promovere maratonløb og andre langdistanceløb for kvinder. I Norge er hun en sportslig legende, og et løb er opkaldt efter hende. New York Road Runners har også opkaldt et halvmaratonløb efter hende: "Grete's Great Gallop". Der er lavet en statue af hende ved Bislett Stadion i Oslo, og hendes billede findes på flere frimærker fra Norge. 
23. november 2008 blev hun udnævnt til Ridder af 1. grad af Sankt Olavs Orden af kong Harald 5. som påskønnelse af hendes position som rollemodel. Hun modtog Sankt Olavsmedaljen i 1981 og St. Hallvardsmedaljen i 1989.